# 穆塔西姆·卡扎菲
穆塔西姆-比拉·卡扎菲（阿拉伯语：‎，英文：Moatassem-Billah Gaddafi，也可以音译为Mutassim或Al-Mu'tasim（穆塔斯姆或奥-穆·坦塞姆），1977年12月18日—2011年10月20日）是利比亚军官，有专业的行医执照，亦曾经当过医生。2010年至卡扎菲政權被推翻時担任利比亚的国家安全顾问。在利比亚内战中与其父一同被杀。

## 在利比亚内战中的作用
2011年利比亚内战期间，他带领布雷加地区的军队和反对派发生过小规模的冲突。
10月20日，苏尔特陷落，莫塔萨姆与其父一同阵亡，此前他的六弟和七弟已经分别于同年4月和8月战死。

## 家庭与个人生活
他是穆阿迈尔·卡扎菲的第五个儿子，出自卡扎菲第二任妻子萨菲亚·法尔卡什，是卡扎菲最疼爱最悉心栽培的儿子，所以一直被外界认为是卡扎菲的接班人。
穆塔西姆与意大利演员兼模特儿瓦妮莎·海斯勒有过四年交情，这段感情始于2007年，直到2011年因穆塔西姆被杀而告终。